# Źródło ascenzyjne
Źródło ascenzyjne (ascensyjne, wstępujące, podpływowe, rzadziej ascencyjne) – źródło, do którego woda pod wpływem ciśnienia hydrostatycznego podnosi się w pustkach skalnych (porach, kawernach lub szczelinach) w końcowym odcinku do góry i wypływa w miejscu, gdzie powierzchnia przetnie zwierciadło statyczne lub warstwę wodonośną poniżej zwierciadła. 
Jeżeli woda pochodzi z dużych głębokości, źródło ma reżim stały - niezależny od opadów atmosferycznych. W takim wypadku najczęściej źródło ascenzyjne może być źródłem artezyjskim (w niektórych klasyfikacjach źródła ascenzyjne i artezyjskie są traktowane tożsamo jako "źródła wstępujące").

Siłą motoryczną powodującą wypływ mogą być również gazy lub pary.